# Trixter (album)
Trixter è il primo album in studio del gruppo musicale statunitense Trixter, pubblicato nel maggio 1990 dalla MCA Records.
L'album raggiunse le classifiche con i singoli Give It to Me Good (numero 65), Surrender (numero 72) e One in a Million (numero 75).

## Tracce
1. Line of Fire – 4:42 (Steve Brown, Dean Fasano, Bill Wray)
2. Heart of Steel – 4:15 (S. Brown, B. Wray)
3. One in a Million – 5:09 (S. Brown, B. Wray, Jim Wray)
4. Surrender – 5:52 (S. Brown, B. Wray, J. Wray)
5. Give It to Me Good – 3:30 (S. Brown)
6. Only Young Once – 5:40 (S. Brown, Peter Loran, B. Wray)
7. Bad Girl – 4:27 (S. Brown, B. Wray, J. Wray)
8. Always a Victim – 4:13 (Jack Ponti, S. Brown, D. Fasano)
9. Play Rough – 4:13 (S. Brown, D. Fasano, B. Wray)
10. You'll Never See Me Cryin' – 4:59 (S. Brown, P. Loran, B. Wray)
11. Ride the Whip – 5:07 (S. Brown, P. Loran, John Allan, B. Wray, J. Wray)
12. On and On – 5:08 (S. Brown)

## Formazione
- Peter Loran – voce
- Steve Brown – chitarra, armonica, cori
- P.J. Farley – basso, cori
- Mark "Gus" Scott – batteria, percussioni, cori

Produzione
- Bill Wray – produzione
- Jim Wray – produzione, ingegneria de suono
- Steve Sinclair – direzione artistica
- Neil Adams – copertina